# Verzonken schepen

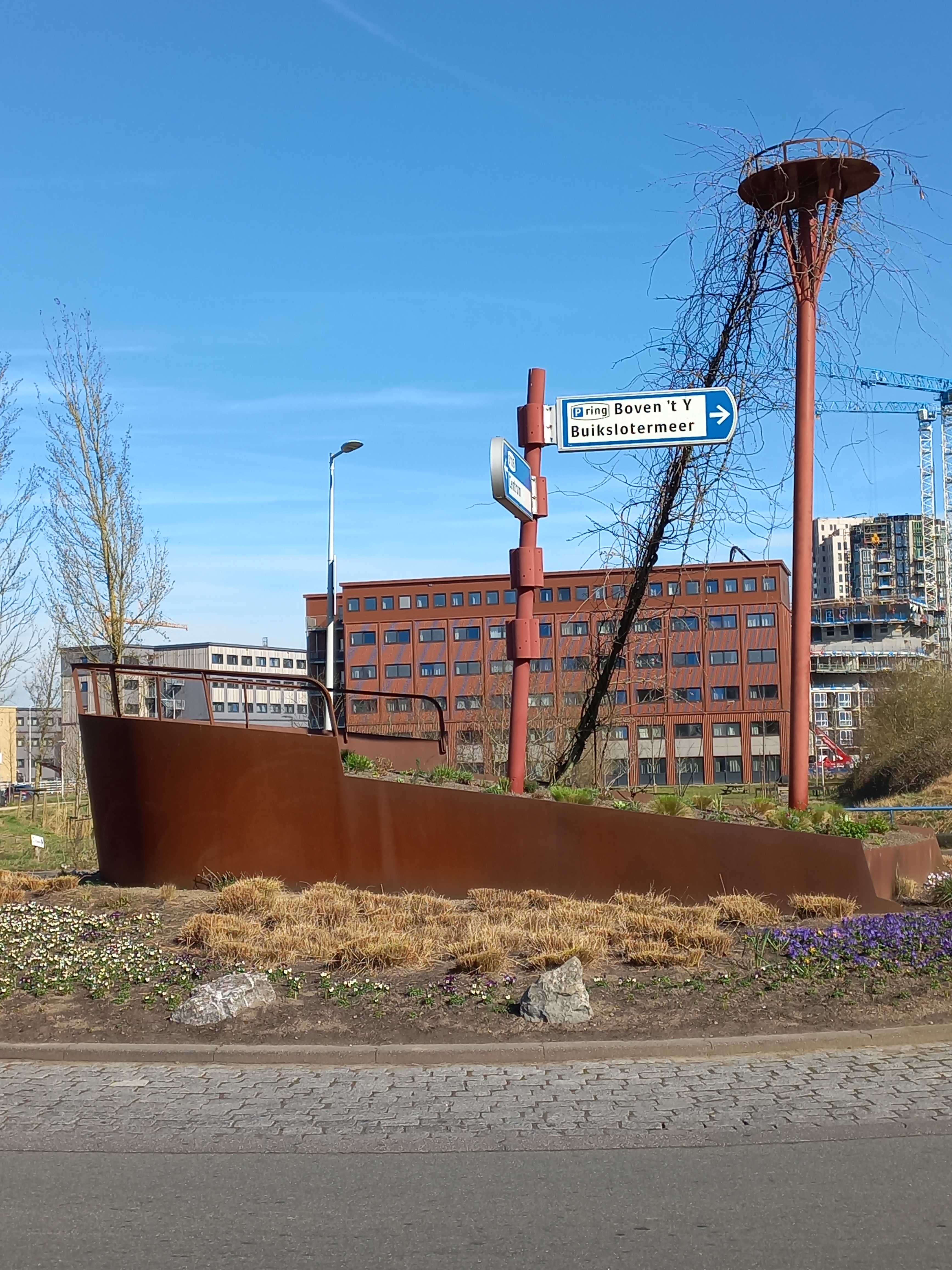
Verzonken schip (west) in maart 2024

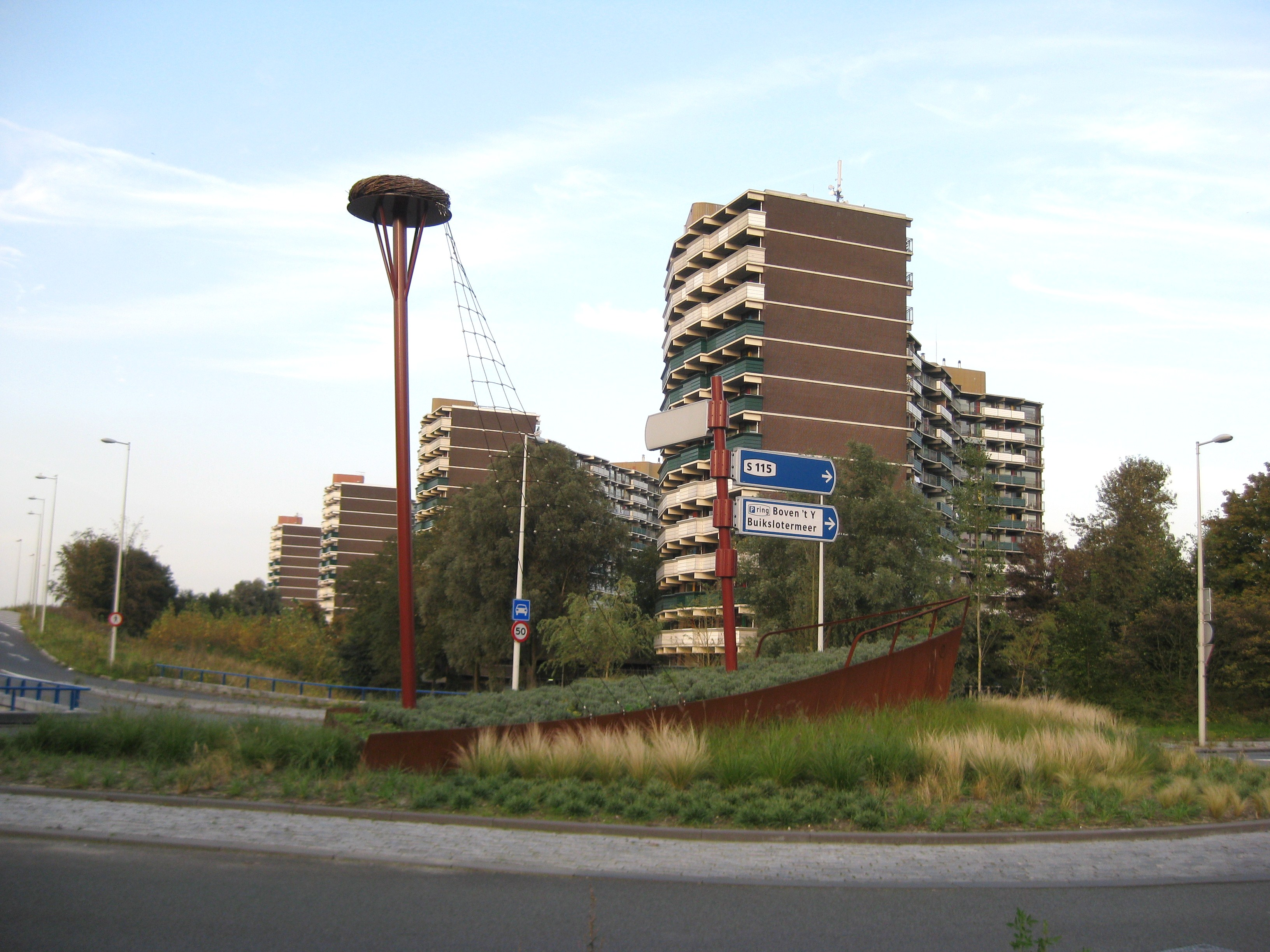
Verzonken schip (oost) met ooievaarsnest in september 2011

Verzonken schepen is imaginaire titel van een tweedelig artistiek kunstwerk in Amsterdam-Noord.
In de jaren nul van de 21e eeuw werd de ongelijkvloerse kruising tussen de Nieuwe Leeuwarderweg en Nieuwe Purmerweg in Amsterdam-Noord opnieuw ingericht onder brug 932. De kruising, een belangrijk verkeersknooppunt in verband met de ontwikkeling van de wijk Elzenhagen-Zuid werd aangelegd in de vorm van twee halve rotondes. Daarmee zouden twee braakliggende cirkelvormige graslandjes ontstaan. Toen het project Noordwaarts werd afgesloten, kwam er echter een vrachtwagen en een kraanwagen om in beide grasveldjes een opengewerkt scheepscasco te plaatsen. De casco’s waren ontworpen door het Clusius College, een VMBO in Amsterdam-Noord. De casco’s werden vol gestort met grond zodat grote plantenbakken zouden ontstaan. In die bakken kwamen cortenstalen palen te staan voor de lokale bewegwijzering. Ook werden in de casco’s kraaiennesten geplaatst, die een jaar later door een ooievaarsgezin werd betrokken.
De beelden zijn een eerbetoon aan de scheepsbouw en -vaart die hier eeuwenlang heeft plaatsgevonden, maar steeds meer moesten wijken voor inpoldering en bebouwing.